# Konya

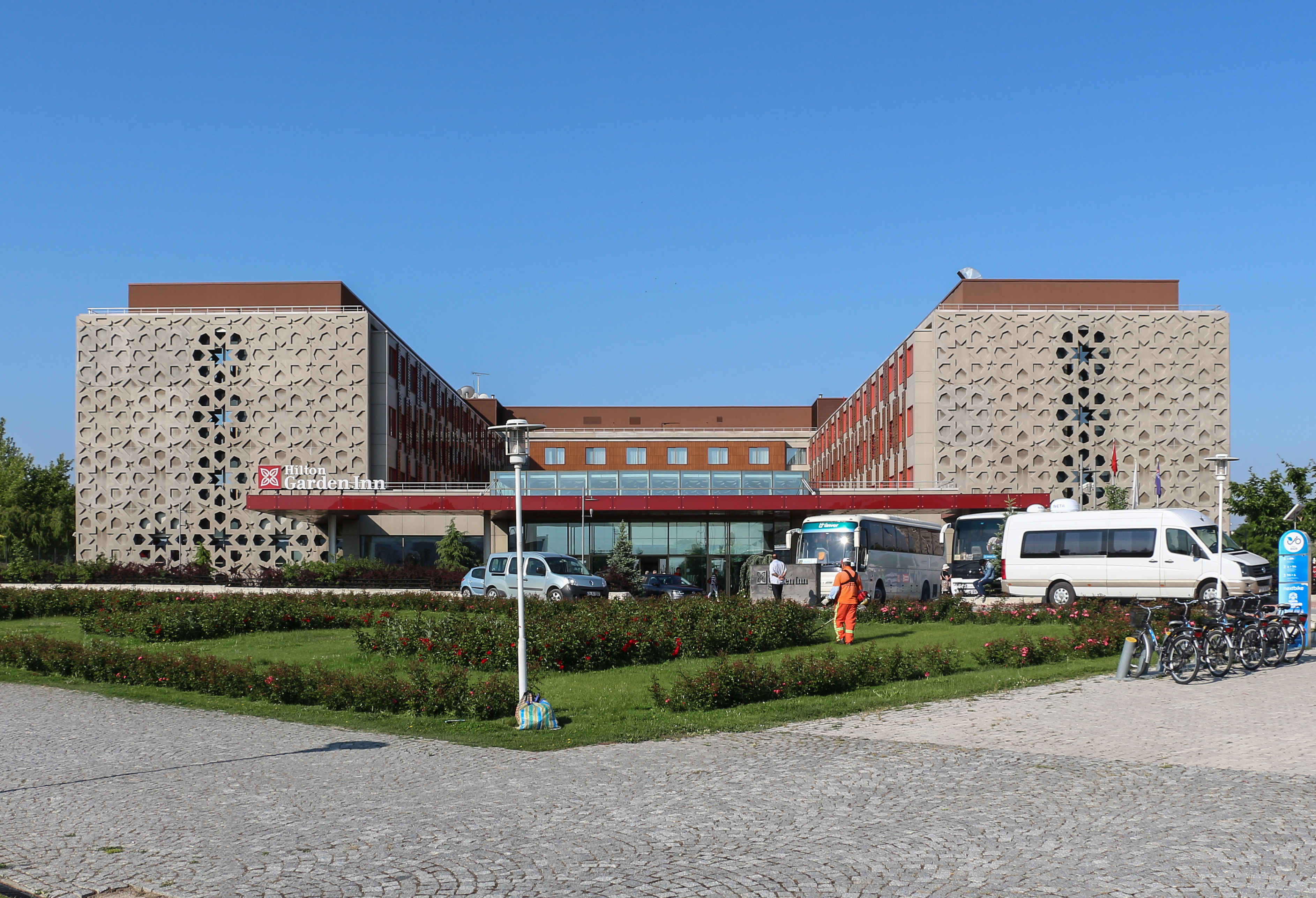

Konya [konja] (řecky Ικονιον, Ikonion, latinsky Iconium) je město v Turecku, ležící ve středoturecké nížině. Konya měla v roce 2014 1 220 795 obyvatel; město je zároveň správní centrum stejnojmenné provincie, nejrozlehlejší v celém Turecku. Konya byla také významným střediskem súfijů.

## Historie
Lokalita Çatal Hüyük, 40 km jihovýchodně od Konye, je světoznámým archeologickým nalezištěm; byly zde odkryty pozůstatky sídliště ze 7. tisíciletí př. n. l.. Podle Skutků apoštolů, jedné z knih Bible, navštívili Ikonion svatý Pavel a svatý Barnabáš. Mezi lety 1097 a 1243 byla Konya hlavním městem Seldžuků, i když bylo v některých letech obsazeno armádami křižáckých výprav – v roce 1097 Godfreyem z Bouillonu a roku 1190 Fridrichem Barbarossou.
Mezi lety 1205 a 1239 dosáhla Konya největšího středověkého významu a zároveň zbohatla. To bylo v době, když seldžučtí sultáni drželi celou Anatolii, Arménii a na čas dobyli i Krym. Roku 1219 do města přišli uprchlíci z Persie, v té době pokořené mongolskými vojsky. Mongolové však při svém postupu dále na západ neušetřili ani Konyu, a obsadili ji v roce 1243; Seldžukové se stali vazaly mongolské říše. Na přelomu 13. a 14. století ještě nakrátko obnovili svou moc, ale roku 1328, bylo seldžucké panství dobyto Karamanovci, kteří Konyi vládli dalších sto let. Až roku 1420 byla Konya obsazena osmanskou říší, ta z ní v roce 1453 učinila centrum provincie Karaman.

## Významné stavby
- Mevlanovo mauzoleum (mauzoleum perského mystika Džalál ad-Dína Rúmího)
- Katarayská medresa (dnes muzeum)

## Partnerská města
- Bârlad, Rumunsko
- Tetovo, Severní Makedonie
- Verona, Itálie
- Sarajevo, Bosna a Hercegovina
- Paříž, Francie
- Los Angeles, Kalifornie, USA
- Tijuana, Baja California, Mexiko
- Santiago de Chile, Chile
- Tabríz, Írán
- Khoy, Írán
- Qom, Írán
- Saná, Jemen
- Si-an, Čína
- Multán, Pákistán
- Silét, Bangladéš